# Pierre Marion
Pierre Marion (* 24. Januar 1921 in Marseille; † 17. Mai 2010 in Louviers) war ein französischer Beamter und Nachrichtendienstfunktionär. Er war ein Gegner der deutsch-französischen Annäherung.
Marion absolvierte die École polytechnique, dann arbeitete er in der Luftfahrtverwaltung. Von 1942 bis 1972 hatte er einen Sitz in der Direktion der Air France. Am 22. Juni 1981 wurde Marion von François Mitterrand als Leiter des SDECE eingesetzt. Unter seiner Leitung wurde es umstrukturiert und in DGSE umbenannt. Am 12. November 1982 ist er bei der DGSE durch Pierre Lacoste ersetzt worden. Von 1983 bis 1986 war er Vorsitzender der Aéroports de Paris.